# Vânători (Vrancea)
Pour les articles homonymes, voir Vânători.
Vânători est une commune du județ de Vrancea en Roumanie.

## Démographie
En 2021, la population était de 6 624 habitants.